# Bronx Open
Bronx Open, właśc. NYJTL Bronx Open – żeński turniej tenisowy kategorii WTA International Series zaliczany do cyklu WTA Tour, rozegrany na twardych kortach w amerykańskim Nowym Jorku, w okręgu Bronx w sezonie 2019.

## Mecze finałowe

### Gra pojedyncza kobiet
| Rok  | Zwycięzca     | Finalista     | Wynik         |
| 2019 | Magda Linette | Camila Giorgi | 5:7, 7:5, 6:4 |

### Gra podwójna kobiet
| Rok  | Zwycięzcy                                | Finaliści                            | Wynik          |
| 2019 | Darija Jurak María José Martínez Sánchez | Margarita Gasparian Monica Niculescu | 7:5, 2:6, 10–7 |